# Cratere Vu-Murt
Vu-Murt è un cratere sulla superficie di Callisto.